# Gran Premio de la República Checa de Motociclismo de 2020
El Gran Premio de la República Checa de Motociclismo de 2020 (oficialmente Monster Energy Grand Prix České Republiky) fue la cuarta prueba del Campeonato del Mundo de Motociclismo de 2020. Tuvo lugar en el fin de semana del 7 al 9 de agosto de 2020 en el Autódromo de Brno, situado en la ciudad de Brno, Moravia (República Checa).
La carrera de MotoGP la ganó Brad Binder, seguido de Franco Morbidelli y Johann Zarco. Enea Bastianini fue el ganador de la prueba de Moto2, por delante de Sam Lowes y Joe Roberts. La carrera de Moto3 la ganó Dennis Foggia, Albert Arenas fue segundo y Ai Ogura tercero.

## Resultados

### Resultados MotoGP
| Pos.    | N.º | Piloto            | Constructor | Vueltas | Tiempo    | Parrilla | Puntos |
| ------- | --- | ----------------- | ----------- | ------- | --------- | -------- | ------ |
| 1       | 33  | Brad Binder       | KTM         | 21      | 41:38.764 | 7        | 25     |
| 2       | 21  | Franco Morbidelli | Yamaha      | 21      | +5.266    | 3        | 20     |
| 3       | 5   | Johann Zarco      | Ducati      | 21      | +6.470    | 1        | 16     |
| 4       | 42  | Álex Rins         | Suzuki      | 21      | +6.609    | 11       | 13     |
| 5       | 46  | Valentino Rossi   | Yamaha      | 21      | +7.517    | 10       | 11     |
| 6       | 88  | Miguel Oliveira   | KTM         | 21      | +7.969    | 13       | 10     |
| 7       | 20  | Fabio Quartararo  | Yamaha      | 21      | +11.827   | 2        | 9      |
| 8       | 30  | Takaaki Nakagami  | Honda       | 21      | +12.862   | 17       | 8      |
| 9       | 43  | Jack Miller       | Ducati      | 21      | +15.013   | 14       | 7      |
| 10      | 41  | Aleix Espargaró   | Aprilia     | 21      | +15.087   | 4        | 6      |
| 11      | 04  | Andrea Dovizioso  | Ducati      | 21      | +16.455   | 18       | 5      |
| 12      | 9   | Danilo Petrucci   | Ducati      | 21      | +18.506   | 8        | 4      |
| 13      | 35  | Cal Crutchlow     | Honda       | 21      | +18.736   | 12       | 3      |
| 14      | 12  | Maverick Viñales  | Yamaha      | 21      | +19.720   | 5        | 2      |
| 15      | 73  | Álex Márquez      | Honda       | 21      | +24.597   | 21       | 1      |
| 16      | 53  | Tito Rabat        | Ducati      | 21      | +29.004   | 15       |        |
| 17      | 38  | Bradley Smith     | Aprilia     | 21      | +32.290   | 19       |        |
| 18      | 6   | Stefan Bradl      | Honda       | 21      | +55.977   | 20       |        |
| Ret     | 44  | Pol Espargaró     | KTM         | 9       | Caída     | 6        |        |
| Ret     | 36  | Joan Mir          | Suzuki      | 3       | Caída     | 9        |        |
| Ret     | 27  | Iker Lecuona      | KTM         | 3       | Caída     | 16       |        |
| DNS     | 63  | Francesco Bagnaia | Ducati      |         | No corrió |          |        |
| Fuente: |     |                   |             |         |           |          |        |

### Resultados Moto2
| Pos.    | N.º | Piloto                  | Constructor | Vueltas | Tiempo    | Parrilla | Puntos |
| ------- | --- | ----------------------- | ----------- | ------- | --------- | -------- | ------ |
| 1       | 33  | Enea Bastianini         | Kalex       | 19      | 39:13.926 | 3        | 25     |
| 2       | 22  | Sam Lowes               | Kalex       | 19      | +0.423    | 2        | 20     |
| 3       | 16  | Joe Roberts             | Kalex       | 19      | +5.948    | 1        | 16     |
| 4       | 10  | Luca Marini             | Kalex       | 19      | +8.797    | 10       | 13     |
| 5       | 37  | Augusto Fernández       | Kalex       | 19      | +9.392    | 8        | 11     |
| 6       | 72  | Marco Bezzecchi         | Kalex       | 19      | +10.306   | 5        | 10     |
| 7       | 9   | Jorge Navarro           | Speed Up    | 19      | +10.575   | 11       | 9      |
| 8       | 88  | Jorge Martín            | Kalex       | 19      | +11.366   | 6        | 8      |
| 9       | 55  | Hafizh Syahrin          | Speed Up    | 19      | +12.875   | 4        | 7      |
| 10      | 44  | Arón Canet              | Speed Up    | 19      | +14.266   | 15       | 6      |
| 11      | 45  | Tetsuta Nagashima       | Kalex       | 19      | +15.378   | 20       | 5      |
| 12      | 97  | Xavi Vierge             | Kalex       | 19      | +19.031   | 12       | 4      |
| 13      | 87  | Remy Gardner            | Kalex       | 19      | +19.282   | 21       | 3      |
| 14      | 11  | Nicolò Bulega           | Kalex       | 19      | +19.598   | 19       | 2      |
| 15      | 23  | Marcel Schrötter        | Kalex       | 19      | +19.638   | 7        | 1      |
| 16      | 21  | Fabio Di Giannantonio   | Speed Up    | 19      | +22.245   | 9        |        |
| 17      | 12  | Thomas Lüthi            | Kalex       | 19      | +24.406   | 25       |        |
| 18      | 64  | Bo Bendsneyder          | NTS         | 19      | +25.065   | 17       |        |
| 19      | 42  | Marcos Ramírez          | Kalex       | 19      | +25.170   | 16       |        |
| 20      | 57  | Edgar Pons              | Kalex       | 19      | +26.727   | 26       |        |
| 21      | 77  | Dominique Aegerter      | NTS         | 19      | +27.004   | 22       |        |
| 22      | 7   | Lorenzo Baldassarri     | Kalex       | 19      | +29.986   | 18       |        |
| 23      | 35  | Somkiat Chantra         | Kalex       | 19      | +36.034   | 24       |        |
| 24      | 19  | Lorenzo Dalla Porta     | Kalex       | 19      | +36.411   | 27       |        |
| 25      | 27  | Andi Farid Izdihar      | Kalex       | 19      | +45.780   | 28       |        |
| Ret     | 62  | Stefano Manzi           | MV Agusta   | 11      | Caída     | 13       |        |
| Ret     | 96  | Jake Dixon              | Kalex       | 9       | Retirado  | 14       |        |
| Ret     | 40  | Héctor Garzó            | Kalex       | 5       | Caída     | 23       |        |
| Ret     | 99  | Kasma Daniel Kasmayudin | Kalex       | 3       | Caída     | 29       |        |
| DNS     | 24  | Simone Corsi            | MV Agusta   |         | No corrió |          |        |
| Fuente: |     |                         |             |         |           |          |        |

### Resultados Moto3
| Pos.    | N.º | Piloto             | Constructor | Vueltas | Tiempo    | Parrilla | Puntos |
| ------- | --- | ------------------ | ----------- | ------- | --------- | -------- | ------ |
| 1       | 7   | Dennis Foggia      | Honda       | 18      | 39:06.370 | 5        | 25     |
| 2       | 75  | Albert Arenas      | KTM         | 18      | +0.205    | 7        | 20     |
| 3       | 79  | Ai Ogura           | Honda       | 18      | +0.251    | 4        | 16     |
| 4       | 23  | Niccolò Antonelli  | Honda       | 18      | +0.381    | 12       | 13     |
| 5       | 17  | John McPhee        | Honda       | 18      | +0.509    | 18       | 11     |
| 6       | 25  | Raúl Fernández     | KTM         | 18      | +0.808    | 1        | 10     |
| 7       | 52  | Jeremy Alcoba      | Honda       | 18      | +0.889    | 6        | 9      |
| 8       | 14  | Tony Arbolino      | Honda       | 18      | +1.647    | 8        | 8      |
| 9       | 55  | Romano Fenati      | Husqvarna   | 18      | +1.648    | 9        | 7      |
| 10      | 82  | Stefano Nepa       | KTM         | 18      | +8.815    | 14       | 6      |
| 11      | 27  | Kaito Toba         | KTM         | 18      | +8.828    | 16       | 5      |
| 12      | 40  | Darryn Binder      | KTM         | 18      | +8.849    | 15       | 4      |
| 13      | 13  | Celestino Vietti   | KTM         | 18      | +8.866    | 24       | 3      |
| 14      | 16  | Andrea Migno       | KTM         | 18      | +8.986    | 11       | 2      |
| 15      | 53  | Deniz Öncü         | KTM         | 18      | +9.089    | 19       | 1      |
| 16      | 11  | Sergio García      | Honda       | 18      | +9.124    | 27       |        |
| 17      | 6   | Ryusei Yamanaka    | Honda       | 18      | +9.589    | 17       |        |
| 18      | 99  | Carlos Tatay       | KTM         | 18      | +9.723    | 22       |        |
| 19      | 2   | Gabriel Rodrigo    | Honda       | 18      | +12.594   | 2        |        |
| 20      | 71  | Ayumu Sasaki       | KTM         | 18      | +12.656   | 28       |        |
| 21      | 70  | Barry Baltus       | KTM         | 18      | +23.720   | 21       |        |
| 22      | 89  | Khairul Idham Pawi | Honda       | 18      | +23.766   | 31       |        |
| 23      | 50  | Jason Dupasquier   | KTM         | 18      | +31.955   | 29       |        |
| 24      | 9   | Davide Pizzoli     | KTM         | 18      | +36.734   | 30       |        |
| 25      | 12  | Filip Salač        | Honda       | 18      | +47.046   | 20       |        |
| Ret     | 5   | Jaume Masiá        | Honda       | 15      | Caída     | 13       |        |
| Ret     | 92  | Yuki Kunii         | Honda       | 14      | Retirado  | 10       |        |
| Ret     | 24  | Tatsuki Suzuki     | Honda       | 9       | Caída     | 3        |        |
| Ret     | 21  | Alonso López       | Husqvarna   | 9       | Caída     | 25       |        |
| Ret     | 73  | Maximilian Kofler  | KTM         | 8       | Retirado  | 26       |        |
| Ret     | 54  | Riccardo Rossi     | KTM         | 7       | Caída     | 23       |        |
| Fuente: |     |                    |             |         |           |          |        |